# Lista de municípios da Paraíba por PIB per capita
Esta é uma lista de municípios da Paraíba por PIB per capita para o ano de 2020 segundo resultados divulgados pelo IBGE e Secretaria de Planejamento e Gestão, do Governo da Paraíba, divulgados em 2022.

## Síntese

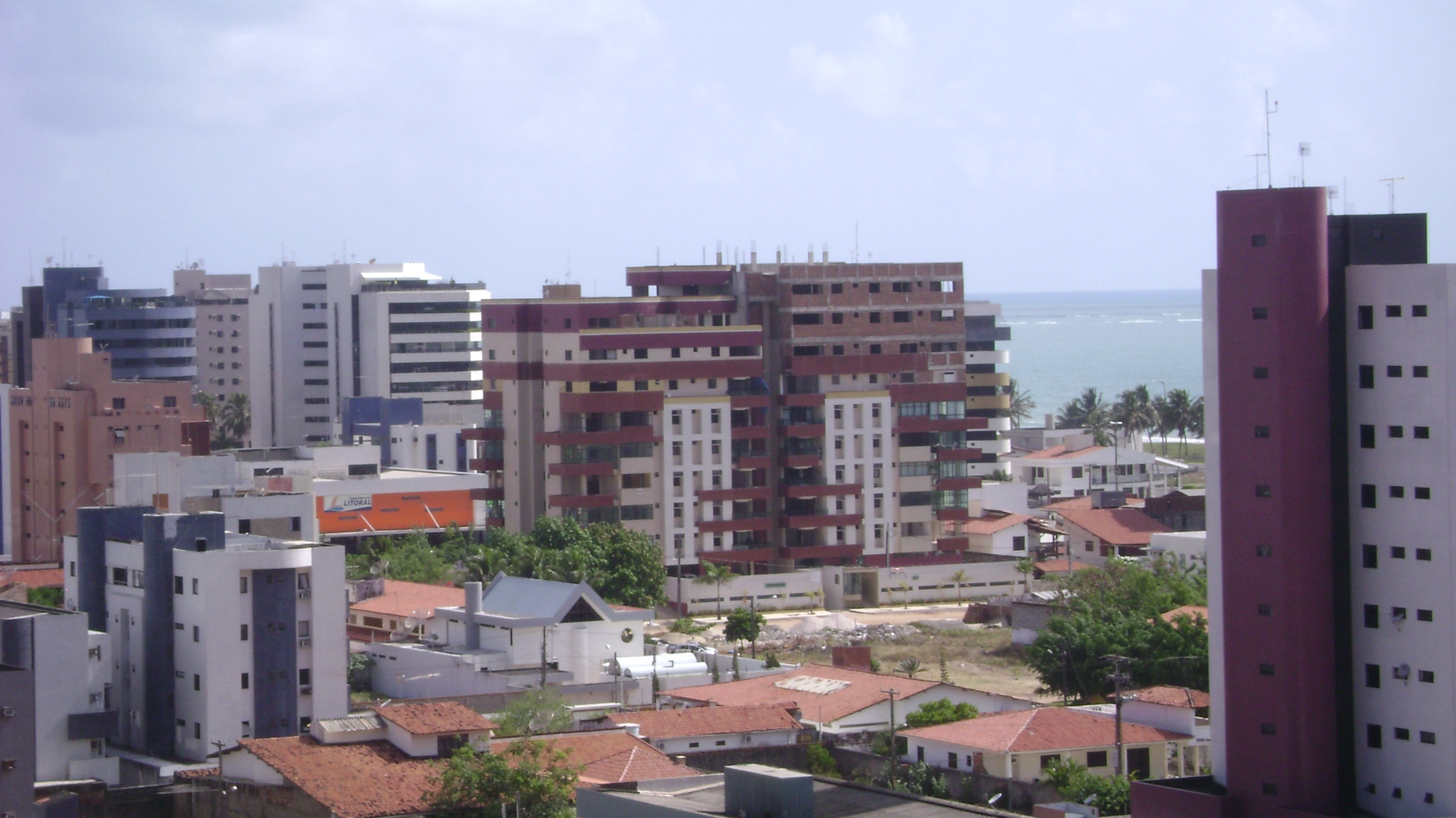
Cabedelo, o município possui a segunda maior renda per capita do estado, muito deve-se às riquezas geradas pelo seu porto.

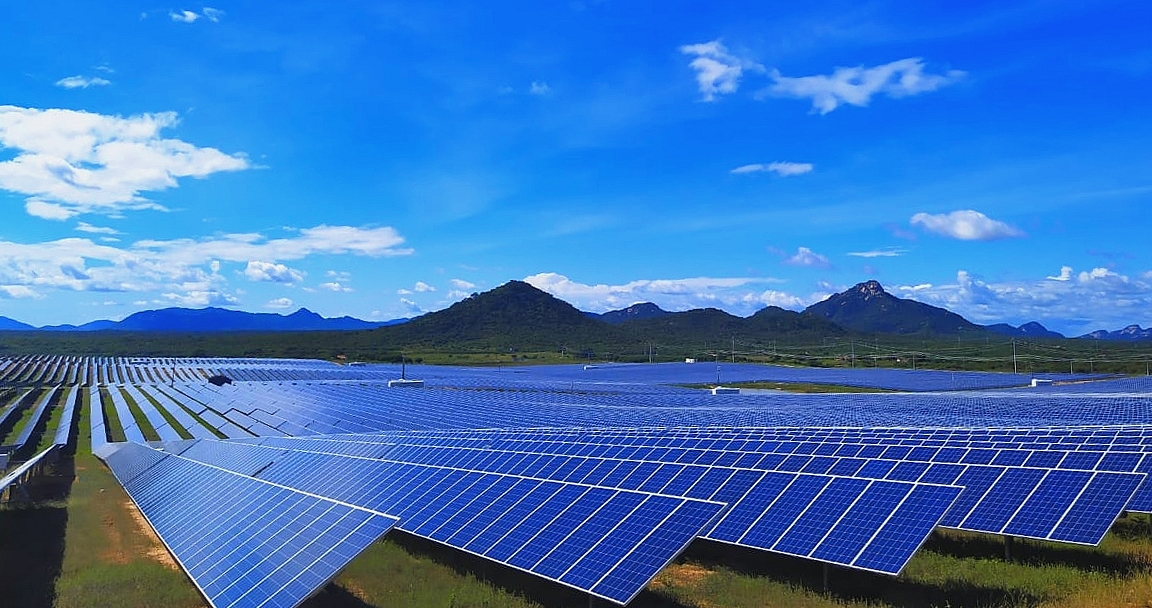
A produção elétrica garantiu crescimento robusto de alguns municípios paraibanos, a exemplo desse parque fotovoltaico em Malta.

Entre 2019 e 2020 a maioria dos municípios paraibanos apresentaram crescimento no PIB nominal, num total de 205, enquanto que 10 ficaram estáveis e oito decresceram, influenciando diretamente o PIB per capita.
Alhandra aparece como sendo o município de maior poder aquisitivo entre os municípios paraibanos, único a ter renda per capita acima de 100.000 reais. Destaca-se no município o comércio e atividades profissionais. Enquanto que os maiores crescimentos nominais do PIB vieram dos municípios de Coremas (38,0%), Condado (36,6%), Malta (36,0%), Santa Luzia (31,0) e Caaporã (30,5%), sendo que nos quatro primeiros o crescimento se explica pela instalação de parques de energia (solares e eólicos) e no último, a produção de cimentos explica a alta do PIB no período.
| Posição | Município                      | PIB per capita |
| ------- | ------------------------------ | -------------- |
| 1.º     | Alhandra                       | 111 427        |
| 2.º     | Cabedelo                       | 39 870         |
| 3.º     | Conde                          | 35 696         |
| 4.º     | Mataraca                       | 26 426         |
| 5.º     | João Pessoa                    | 25 402         |
| 6.º     | Campina Grande                 | 24 482         |
| 7.º     | Boa Vista                      | 24 278         |
| 8.º     | São José do Sabugi             | 23 217         |
| 9.º     | Caaporã                        | 21 649         |
| 10.º    | Pitimbu                        | 19 485         |
| 11.º    | Santa Luzia                    | 19 092         |
| 12.º    | Pedras de Fogo                 | 18 838         |
| 13.º    | Santa Rita                     | 18 673         |
| 14.º    | Cajazeiras                     | 18 213         |
| 15.º    | Sousa                          | 17 982         |
| 16.º    | Guarabira                      | 17 860         |
| 17.º    | Patos                          | 17 738         |
| 18.º    | Monteiro                       | 17 272         |
| 19.º    | Alagoa Nova                    | 15 850         |
| 20.º    | Mamanguape                     | 15 320         |
| 21.º    | Lucena                         | 15 198         |
| 22.º    | Catolé do Rocha                | 14 850         |
| 23.º    | São José do Brejo do Cruz      | 14 548         |
| 24.º    | Pocinhos                       | 14 510         |
| 25.º    | São Bento                      | 14 243         |
| 26.º    | Esperança                      | 14 065         |
| 27.º    | Prata                          | 13 834         |
| 28.º    | Riacho de Santo Antônio        | 13 586         |
| 29.º    | Bayeux                         | 13 277         |
| 30.º    | Itabaiana                      | 13 003         |
| 31.º    | Pombal                         | 12 998         |
| 32.º    | Boqueirão                      | 12 972         |
| 33.º    | Itatuba                        | 12 872         |
| 34.º    | Pilões                         | 12 819         |
| 35.º    | Coremas                        | 12 731         |
| 36.º    | Malta                          | 12 683         |
| 37.º    | Itaporanga                     | 12 425         |
| 38.º    | Mogeiro                        | 12 383         |
| 39.º    | Sobrado                        | 12 381         |
| 40.º    | Solânea                        | 12 377         |
| 41.º    | Condado                        | 12 351         |
| 42.º    | Soledade                       | 12 349         |
| 43.º    | Amparo                         | 12 316         |
| 44.º    | Cabaceiras                     | 12 003         |
| 45.º    | Várzea                         | 11 982         |
| 46.º    | Queimadas                      | 11 976         |
| 47.º    | Sapé                           | 11 967         |
| 48.º    | Barra de São Miguel            | 11 900         |
| 49.º    | Rio Tinto                      | 11 883         |
| 50.º    | Parari                         | 11 854         |
| 51.º    | Quixaba                        | 11 840         |
| 52.º    | Borborema                      | 11 821         |
| 53.º    | Piancó                         | 11 811         |
| 54.º    | São João do Cariri             | 11 780         |
| 55.º    | Caturité                       | 11 733         |
| 56.º    | Duas Estradas                  | 11 732         |
| 57.º    | Bananeiras                     | 11 728         |
| 58.º    | Bom Jesus                      | 11 707         |
| 59.º    | São João do Rio do Peixe       | 11 664         |
| 60.º    | Coxixola                       | 11 651         |
| 61.º    | Uiraúna                        | 11 626         |
| 62.º    | Cajazeirinhas                  | 11 617         |
| 63.º    | Paulista                       | 11 592         |
| 64.º    | Santo André                    | 11 579         |
| 65.º    | Belém                          | 11 535         |
| 66.º    | Riachão do Poço                | 11 483         |
| 67.º    | Sumé                           | 11 469         |
| 68.º    | Caldas Brandão                 | 11 434         |
| 69.º    | Congo                          | 11 402         |
| 70.º    | Joca Claudino                  | 11 374         |
| 71.º    | Matinhas                       | 11 361         |
| 72.º    | Ouro Velho                     | 11 353         |
| 73.º    | Zabelê                         | 11 124         |
| 74.º    | Cachoeira dos Índios           | 11 082         |
| 75.º    | São José de Espinharas         | 11 060         |
| 76.º    | Serra da Raiz                  | 11 030         |
| 77.º    | Junco do Seridó                | 11 013         |
| 78.º    | Passagem                       | 10 941         |
| 79.º    | Picuí                          | 10 919         |
| 80.º    | Marizópolis                    | 10 918         |
| 81.º    | Princesa Isabel                | 10 842         |
| 82.º    | Ingá                           | 10 833         |
| 83.º    | Camalaú                        | 10 829         |
| 84.º    | São José de Piranhas           | 10 826         |
| 85.º    | São Francisco                  | 10 811         |
| 86.º    | Carrapateira                   | 10 810         |
| 87.º    | São Bentinho                   | 10 808         |
| 88.º    | Pilõezinhos                    | 10 801         |
| 89.º    | Areia                          | 10 755         |
| 90.º    | Capim                          | 10 692         |
| 91.º    | Assunção                       | 10 664         |
| 92.º    | Aparecida                      | 10 648         |
| 93.º    | Cuité de Mamanguape            | 10 648         |
| 94.º    | Salgado de São Félix           | 10 639         |
| 95.º    | Bernardino Batista             | 10 617         |
| 96.º    | Cuité                          | 10 591         |
| 97.º    | São Miguel de Taipu            | 10 583         |
| 98.º    | Emas                           | 10 581         |
| 99.º    | Lagoa Seca                     | 10 569         |
| 100.º   | Santa Teresinha                | 10 523         |
| 101.º   | Areia de Baraúnas              | 10 458         |
| 102.º   | São Domingos                   | 10 386         |
| 103.º   | Baía da Traição                | 10 372         |
| 104.º   | Juazeirinho                    | 10 370         |
| 105.º   | Riachão do Bacamarte           | 10 365         |
| 106.º   | Sertãozinho                    | 10 331         |
| 107.º   | Juripiranga                    | 10 298         |
| 108.º   | Serraria                       | 10 219         |
| 109.º   | Serra Redonda                  | 10 215         |
| 110.º   | Poço de José de Moura          | 10 203         |
| 111.º   | Jacaraú                        | 10 201         |
| 112.º   | Lagoa                          | 10 199         |
| 113.º   | Lastro                         | 10 184         |
| 114.º   | Lagoa de Dentro                | 10 180         |
| 115.º   | Gurjão                         | 10 174         |
| 116.º   | Serra Grande                   | 10 125         |
| 117.º   | Marcação                       | 10 122         |
| 118.º   | Algodão de Jandaíra            | 10 116         |
| 119.º   | São Domingos do Cariri         | 10 114         |
| 120.º   | Conceição                      | 10 100         |
| 121.º   | Mari                           | 10 092         |
| 122.º   | Olivedos                       | 10 066         |
| 123.º   | Itapororoca                    | 10 064         |
| 124.º   | Logradouro                     | 10 051         |
| 125.º   | Araçagi                        | 10 050         |
| 126.º   | Teixeira                       | 10 045         |
| 127.º   | Santa Helena                   | 10 019         |
| 128.º   | São Sebastião do Umbuzeiro     | 10 004         |
| 129.º   | Riacho dos Cavalos             | 9 949          |
| 130.º   | Sossego                        | 9 947          |
| 131.º   | Tenório                        | 9 934          |
| 132.º   | Curral Velho                   | 9 914          |
| 133.º   | Aguiar                         | 9 906          |
| 134.º   | Cacimba de Areia               | 9 895          |
| 135.º   | Alagoa Grande                  | 9 884          |
| 136.º   | Curral de Cima                 | 9 840          |
| 137.º   | Serra Branca                   | 9 835          |
| 138.º   | São Mamede                     | 9 835          |
| 139.º   | Catingueira                    | 9 833          |
| 140.º   | Mato Grosso                    | 9 826          |
| 141.º   | Gurinhém                       | 9 779          |
| 142.º   | Barra de Santana               | 9 714          |
| 143.º   | Caraúbas                       | 9 650          |
| 144.º   | Frei Martinho                  | 9 650          |
| 145.º   | Bom Sucesso                    | 9 647          |
| 146.º   | Vista Serrana                  | 9 607          |
| 147.º   | Belém do Brejo do Cruz         | 9 542          |
| 148.º   | São José dos Cordeiros         | 9 502          |
| 149.º   | Cruz do Espírito Santo         | 9 477          |
| 150.º   | Santa Inês                     | 9 448          |
| 151.º   | Baraúna                        | 9 428          |
| 152.º   | Igaracy                        | 9 426          |
| 153.º   | Pilar                          | 9 413          |
| 154.º   | Brejo do Cruz                  | 9 396          |
| 155.º   | Pedra Lavrada                  | 9 361          |
| 156.º   | Poço Dantas                    | 9 341          |
| 157.º   | Riachão                        | 9 317          |
| 158.º   | Pedra Branca                   | 9 306          |
| 159.º   | Cuitegi                        | 9 171          |
| 160.º   | Jericó                         | 9 163          |
| 161.º   | Montadas                       | 9 133          |
| 162.º   | Mãe d'Água                     | 9 128          |
| 163.º   | Fagundes                       | 9 077          |
| 164.º   | Araruna                        | 9 067          |
| 165.º   | Olho d'Água                    | 9 029          |
| 166.º   | São José dos Ramos             | 8 997          |
| 167.º   | Casserengue                    | 8 974          |
| 168.º   | Santa Cecília                  | 8 967          |
| 169.º   | Monte Horebe                   | 8 951          |
| 170.º   | Barra de Santa Rosa            | 8 924          |
| 171.º   | Mulungu                        | 8 922          |
| 172.º   | Juarez Távora                  | 8 917          |
| 173.º   | Brejo dos Santos               | 8 906          |
| 174.º   | Santana dos Garrotes           | 8 905          |
| 175.º   | Santana de Mangueira           | 8 899          |
| 176.º   | Ibiara                         | 8 875          |
| 177.º   | Caiçara                        | 8 872          |
| 178.º   | Nova Olinda                    | 8 866          |
| 179.º   | Santa Cruz                     | 8 866          |
| 180.º   | Tavares                        | 8 852          |
| 181.º   | Puxinanã                       | 8 845          |
| 182.º   | Remígio                        | 8 819          |
| 183.º   | Natuba                         | 8 812          |
| 184.º   | Massaranduba                   | 8 796          |
| 185.º   | Alcantil                       | 8 699          |
| 186.º   | Cubati                         | 8 636          |
| 187.º   | Damião                         | 8 611          |
| 188.º   | Areial                         | 8 602          |
| 189.º   | Taperoá                        | 8 592          |
| 190.º   | Boa Ventura                    | 8 579          |
| 191.º   | Pedro Régis                    | 8 570          |
| 192.º   | Cacimbas                       | 8 560          |
| 193.º   | Pirpirituba                    | 8 557          |
| 194.º   | São João do Tigre              | 8 554          |
| 195.º   | Triunfo                        | 8 548          |
| 196.º   | Nova Palmeira                  | 8 544          |
| 197.º   | Nova Floresta                  | 8 541          |
| 198.º   | Livramento                     | 8 539          |
| 199.º   | São José de Princesa           | 8 538          |
| 200.º   | São Sebastião de Lagoa de Roça | 8 511          |
| 201.º   | Diamante                       | 8 465          |
| 202.º   | Umbuzeiro                      | 8 431          |
| 203.º   | Alagoinha                      | 8 428          |
| 204.º   | Vieirópolis                    | 8 426          |
| 205.º   | Água Branca                    | 8 389          |
| 206.º   | Matureia                       | 8 369          |
| 207.º   | Gado Bravo                     | 8 364          |
| 208.º   | São José do Bonfim             | 8 354          |
| 209.º   | Nazarezinho                    | 8 305          |
| 210.º   | São José da Lagoa Tapada       | 8 299          |
| 211.º   | Cacimba de Dentro              | 8 220          |
| 212.º   | Juru                           | 8 176          |
| 213.º   | Dona Inês                      | 8 151          |
| 214.º   | Desterro                       | 8 094          |
| 215.º   | São José de Caiana             | 7 992          |
| 216.º   | Arara                          | 7 961          |
| 217.º   | Manaíra                        | 7 905          |
| 218.º   | Aroeiras                       | 7 887          |
| 219.º   | Bonito de Santa Fé             | 7 886          |
| 220.º   | Salgadinho                     | 7 842          |
| 221.º   | Imaculada                      | 7 663          |
| 222.º   | Tacima                         | 7 617          |
| 223.º   | São Vicente do Seridó          | 7 341          |